# Auferstehungskirche (Wien-Neubau)

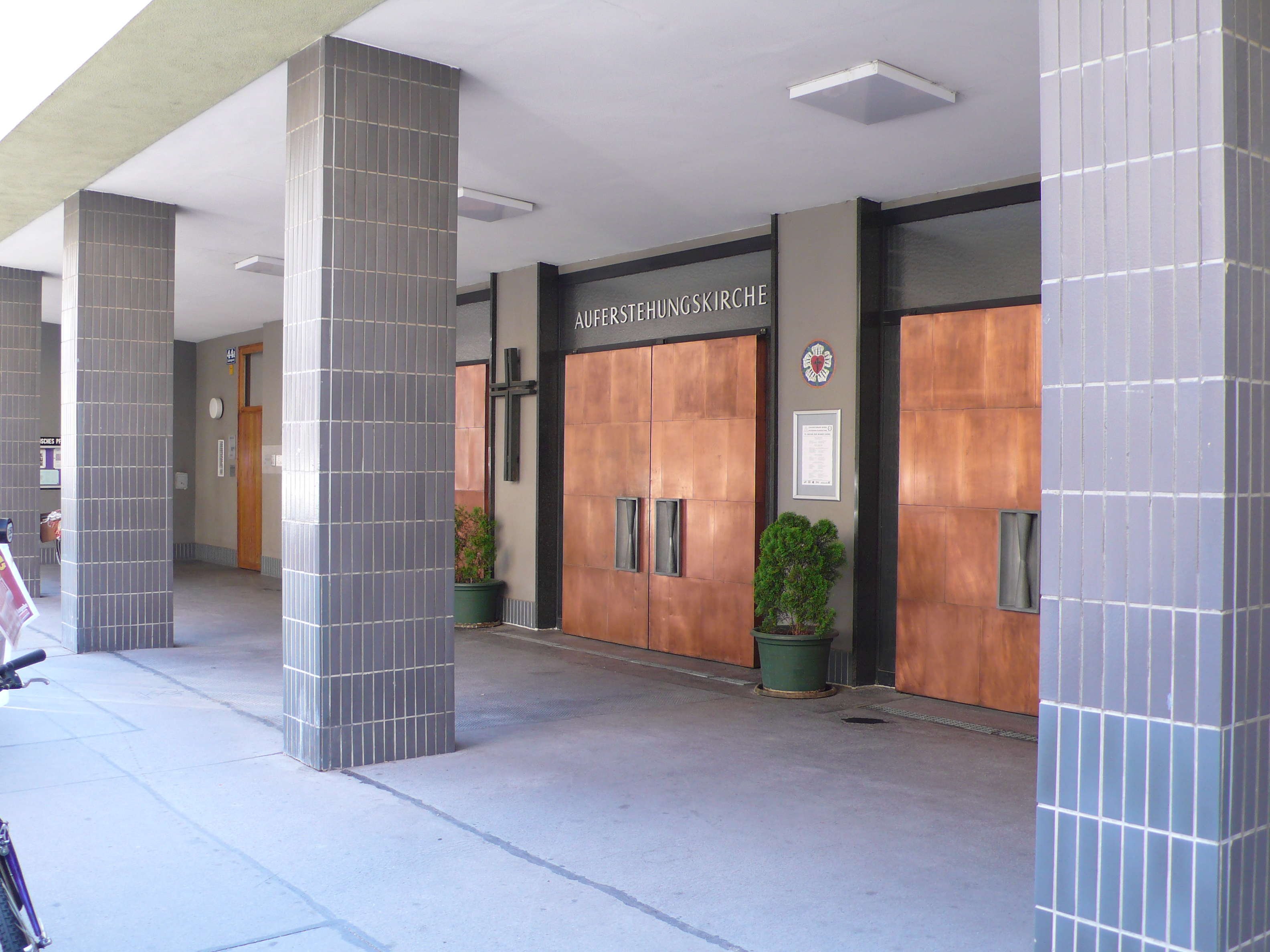
Eingangsbereich auf Lindengasse 44

Die Auferstehungskirche in der Lindengasse ist ein evangelisch-lutherisches Kirchengebäude im 7. Wiener Gemeindebezirk Neubau in der Lindengasse 44. 
Mit einer Ablösung von der Evangelischen Pfarrgemeinde Gumpendorf mit der Gustav-Adolf-Kirche kam es im Jahre 1929 zur Gründung der Evangelischen Pfarrgemeinde Wien-Neubau und Fünfhaus. Die Kirche wurde von 1959 bis 1962 nach den Plänen der Architekten Friedrich Rollwagen und Henry Lutz errichtet. Die Kirche als Teil einer Wohnhausanlage nimmt sich im Stadtbild zurück. Eine Seitenwand der Hallenkirche wurde mit zwölf farbigen Glasmosaikfenstern in Sinne eines Kalvarienberges von der Taufe bis zur Kreuzigung vom Maler Dietmar Tadler mit der Firma Geyling ausgeführt. Die indirekt von oben belichtete Altarwand trägt eine mächtige Plastik Auferstandener aus Bronze vom Bildhauer Heinz Glawischnig. Es gibt eine Orgelempore auf zwei Stahlsäulen. Eine elektronische Orgel aus 1978 ist von der Firma Ahlborn. In der Nähe des Taufsteines hängt ein Gemälde Taufe Jesu, welches vermutlich Max Klinger im Jahre 1920 gemalt hat. Das unvollendete und beschädigte Bild wurde 1990 von Johanna Jungmeier ergänzt und restauriert. Es gibt eine Stoffapplikation Abendmahl aus 1992 von Krista Leitgeb, welches sich auf die Ökumenische Versammlung für Gerechtigkeit, Frieden und Bewahrung der Schöpfung bezieht. 1993 schuf Heinrich Blaas eine Mosaik Lutherrose im straßenseitigen Eingangsportal. Die straßenseitige Kapelle beinhaltet an der Altarwand das Gemälde Passion der Erde der Malerin Elisabeth Rubik-Jungmeier. 1996 schuf der Bildhauer Willi Engelmayer neben der Kanzel und dem Altar einen Taufstein mit einer runden Tafel. Das Foyer wurde im Jahre 1998 mit einem Bilderzyklus Antlitz Christi vom Maler Gottfried Hula gestaltet.
Die Kirche verfügt über eine induktive Höranlage.
Die Kapelle wird vom Ungarischen Seelsorgedienst genutzt.